# Abasár
Abasár je obec v Maďarsku v župě Heves.
Rozkládá se na ploše 20,82 km² a v roce 2024 zde žilo 2 470 obyvatel.